# Німецька народна самооборона
Німецька народна самооборона (нім. Volksdeutscher Selbstschutz) — воєнізована організація, що складалася з етнічних німців (фольксдойче, нім. Volksdeutsche), мобілізованих з числа німецької національної меншини в Польщі. Німецька народна самооборона діяла напередодні та на початку Другої світової війни у західній частині Польщі і була відповідальна за масові вбивства поляків, в яких брала безпосередню участь разом з айнзатцгрупами СС. 

## Передумови
У міжвоєнний період до організацій німецької національної меншини в Польщі належали Молода німецька партія (нім. Jungdeutsche Partei), Німецький союз (нім. Deutsche Vereinigung), Німецький народний союз (нім. Deutscher Volksbund) та Німецьке народне об'єднання (нім. Deutscher Volksverband). Усі вони утворювали п'яту колону, яка активно співпрацювала з нацистською Німеччиною в шпигунстві, саботажі, провокаціях та політичній індоктринації на території Польщі.
Організації підтримували тісний контакт і керувалися НСДАП, Міністерством закордонних справ Німеччини, гестапо, СД і Абвером. Етнічні німці з польським громадянством проходили навчання різноманітним методам саботажу і партизанській тактиці у Третьому Рейху, а перед початком війни члени Німецької народної самооборони склали списки поляків, які мали бути депортовані або страчені під час операції «Танненберг». Цей список був розповсюджений серед нацистських ескадронів смерті під назвою «Книга спеціального обвинувачення — Польща» (нім. Sonderfahndungsbuch Polen).

## Історія
Одразу після вторгнення Німеччини до Польщі 1 вересня 1939 року Німецька народна самооборона почала напади на польське населення та армію, а також здійснювати диверсійні операції, допомагаючи німцям просуватися територією Польщі. У середині вересня хаотичну і значною мірою спонтанну діяльність цієї організації координували офіцери СС. На чолі організації був поставлений протеже Гіммлера Готтлоб Бергер. У Західній Пруссії, Верхній Сілезії та Ватерланд були призначені окружні командири армії в окупованих зонах.
У той час як керівництво СС обмежувалося наглядом за операціями, місцеві підрозділи залишалися під контролем етнічних німців, які довели свою відданість на початку війни. Німецька народна самооборона організовувала концентраційні табори для поляків. Вони розташовувалися в місцях, де Вермахт і німецькі поліцейські підрозділи створювали свої власні табори. Більшість ув'язнених у цих таборах для поляків були жорстоко страчені.

### Участь в етнічних чистках

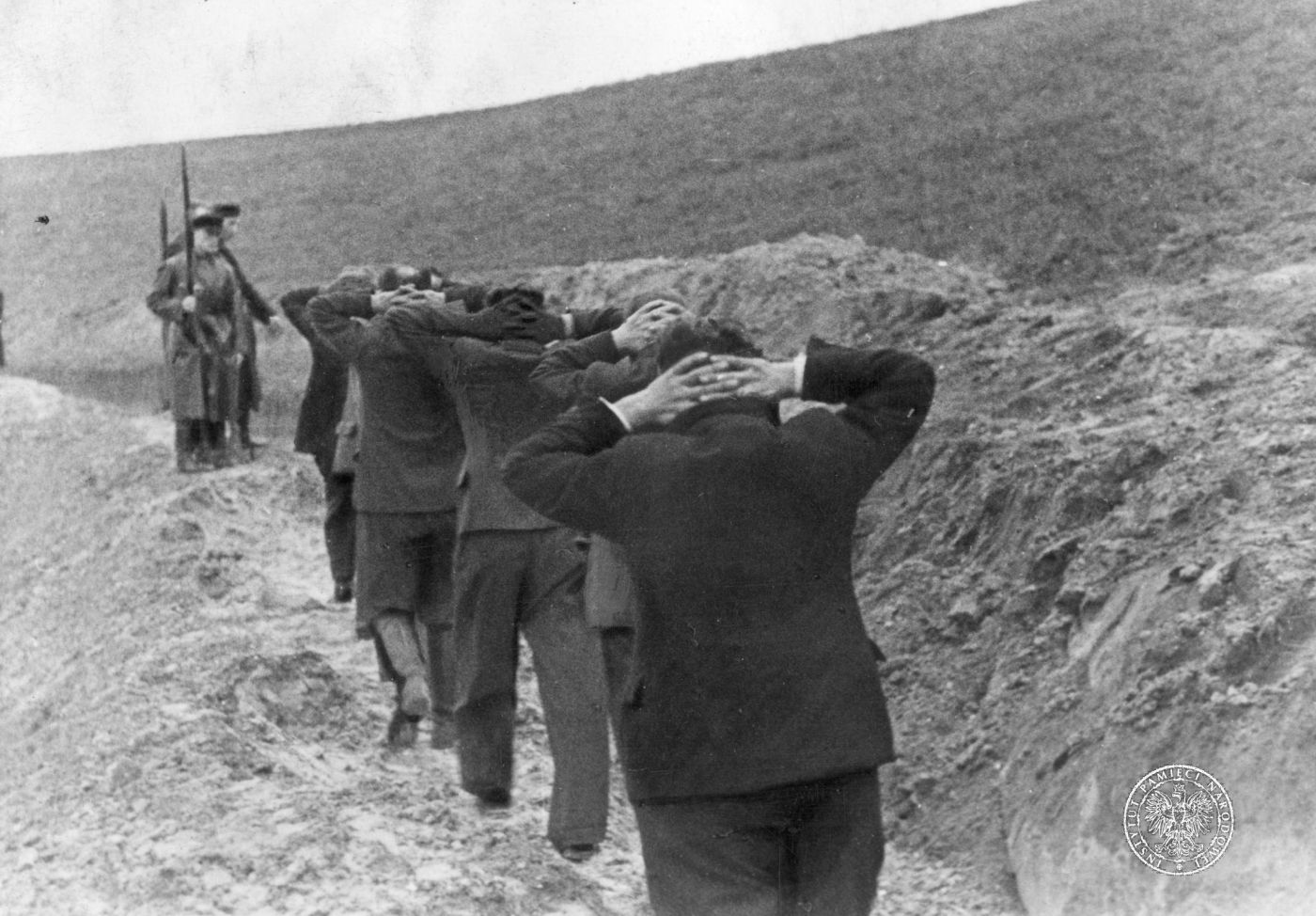
Польські вчителі з Бидгоща під конвоєм Німецької народної самооборони йдуть на страту, 1 листопада 1939 року

Після німецького вторгнення до Польщі Німецька народна самооборона разом з айнзатцгрупами брала участь у масових вбивствах поляків, про що заявляв, зокрема, і командир організації Людольф фон Альвенслебен.
Самооборона брала участь у першій акції знищення польської інтелігенції — масових вбивствах у П'ясниці, під час яких було вбито від 12 000 до 16 000 цивільних осіб. Операції відбулися незабаром після окупації Польщі і тривали з осені 1939 до весни 1940 року. Близько 60 000 землевласників, вчителів, підприємців, соціальних працівників, ветеранів армії, членів національних організацій, священиків, суддів і політичних активістів були вбиті під час десяти таких регіональних операцій.
До 5 жовтня 1939 року лише в Західній Пруссії Німецька народна самооборона під командуванням Альвенслебена налічувала 17 667 осіб і стратила 4 247 поляків, тоді як Альвенслебен скаржився, що поляків було розстріляно надто мало. Німецькі офіцери повідомляли, що в регіоні було знищено лише частину населення, а загальна кількість страчених у Західній Пруссії під час цієї акції становила близько 20 000. Один з командирів Німецької народної самооборони, Вільгельм Ріхардт, заявляв у таборі Каролево, що він не хоче будувати великі табори для поляків і годувати їх, і що для поляків було б честю удобрювати німецьку землю своїми трупами. Серед тих, хто брав участь в акції, не було особливого спротиву чи ентузіазму щодо діяльності організації.

### Після окупації Польщі
Після повної окупації Польщі організацію було наказано розпустити 26 листопада 1939 року, але ліквідація тривала до весни 1940 року. Серед причин розпуску були випадки корупції, порушення громадського порядку та конфлікти з іншими організаціями. Членам організації було наказано вступати на службу до СС та гестапо.

## Наслідки
Важко оцінити масштаби та вплив діяльності Німецької народної самооборони, оскільки польська влада не змогла належним чином зібрати докази після початку вторгнення, а значна частина німецької документації, пов'язаної з цією організацією, не пережила війни. Існування великої воєнізованої організації етнічних німців з польським громадянством, яка брала участь у масових вбивствах поляків і допомагала німецькому нападу на Польщу, пізніше стало однією з причин вигнання німців після війни з території країни.
За даними німецького дослідника Дітера Шенка, у післявоєнній Німеччині було ідентифіковано близько 1 701 колишнього члена Німецької народної самооборони, які вчиняли масові всбивства. Однак лише у 258 випадках були проведені судові розслідування, а 233 з них були розглянуті. Лише десять членів організації були засуджені німецькими судами.